# Сильвермастер, Натан
Натан Сильвермастер (англ. Nathan Gregory Silvermaster; 1898—1964) — американский экономист русского происхождения, ставший советским шпионом; имел кодовые имена «Pel», «Pal», «Paul» в проекте «Венона» и «Robert» в работе с Элизабет Бентли.

## Биография
Родился 27 ноября 1898 года в Одессе в еврейской семье.
Затем семья переехала в Китай, где мальчик научился говорить по-английски. Позже он эмигрировал в США, окончил Вашингтонский университет, получив степень бакалавра; а также Калифорнийский университет в Беркли, где получил степень доктора философии, защитив диссертацию под названием «Ленинская экономическая мысль перед Октябрьской революцией» (англ. «Lenin’s Economic Thought Prior to the October Revolution»). Став натурализованным американцем в 1926 году, вступил в Коммунистическую партию США, установив контакты со многими её функционерами.
В гражданских делах был занят с 1935 по 1938 годы в Farm Security Administration, в 1938—1940 годах работал в Maritime Labor Board, принимал участие в 1942 году в создании управления Board of Economic Warfare. Но военная контрразведка, знающая, что он коммунист, рекомендовала отстранить его от этой работы. В 1940—1944 годах Сильвермастер работал в Министерстве сельского хозяйства, в 1942—1945 годах в Министерстве финансов. В 1946 году вышел в отставку с государственной службы. Жил в Вашингтоне.
Свою шпионскую деятельность Натан начал в 1934 году, познакомившись с Эрлом Браудером в ходе забастовки в Сан-Франциско. Сильвермастер стал одной из ключевых фигур советской разведки, особенно после нападения Германии на СССР. Работал с агентом НКВД Яковом Голосом, а после его смерти — с Исхаком Ахмеровым. Создал собственную сеть шпионов, которую впоследствии назвали Silvermaster group, куда входили многие госслужащие США (в том числе экономический советник президента Ф. Рузвельта Локлин Карри и Гарри Декстер Уайт, ближайший помощник министра финансов), а также его жена и сын. Сотрудничал с Элизабет Бентли, после предательства которой и был раскрыт. Натан Сильвермастер и еще несколько шпионов отказались давать показания перед Комиссией по расследованию антиамериканской деятельности, на которой выступила Бентли в июле 1948 года. К уголовной ответственности так и не был привлечён.
Работал в строительном бизнесе, позже переехал в город Loveladies, штат Нью-Джерси, где работал в компании по углублению дна водоёмов.
Умер 7 октября 1964 года предположительно в городе Харви Сидарс, штат Нью-Джерси. По другим данным скончался в Jefferson Medical College Hospital в Филадельфии.
Был женат на Хелен Сильвермастер с 1930 года, имел пасынка Анатолия.